# Itame extemporata
Itame extemporata là một loài bướm đêm trong họ Geometridae.